# David Lubin
David Lubin (* 13. Juni 1849 in Kłodawa (Großpolen), Russisches Kaiserreich; † 1. Januar 1919 in Rom) war ein amerikanischer Unternehmer und Landwirtschaftsreformer polnischer Herkunft. Er regte die Gründung des Internationalen Landwirtschaftsinstituts in Rom an, in dessen Nachfolge die heutige Ernährungs- und Landwirtschaftsorganisation der Vereinten Nationen steht.

## Leben und Wirken

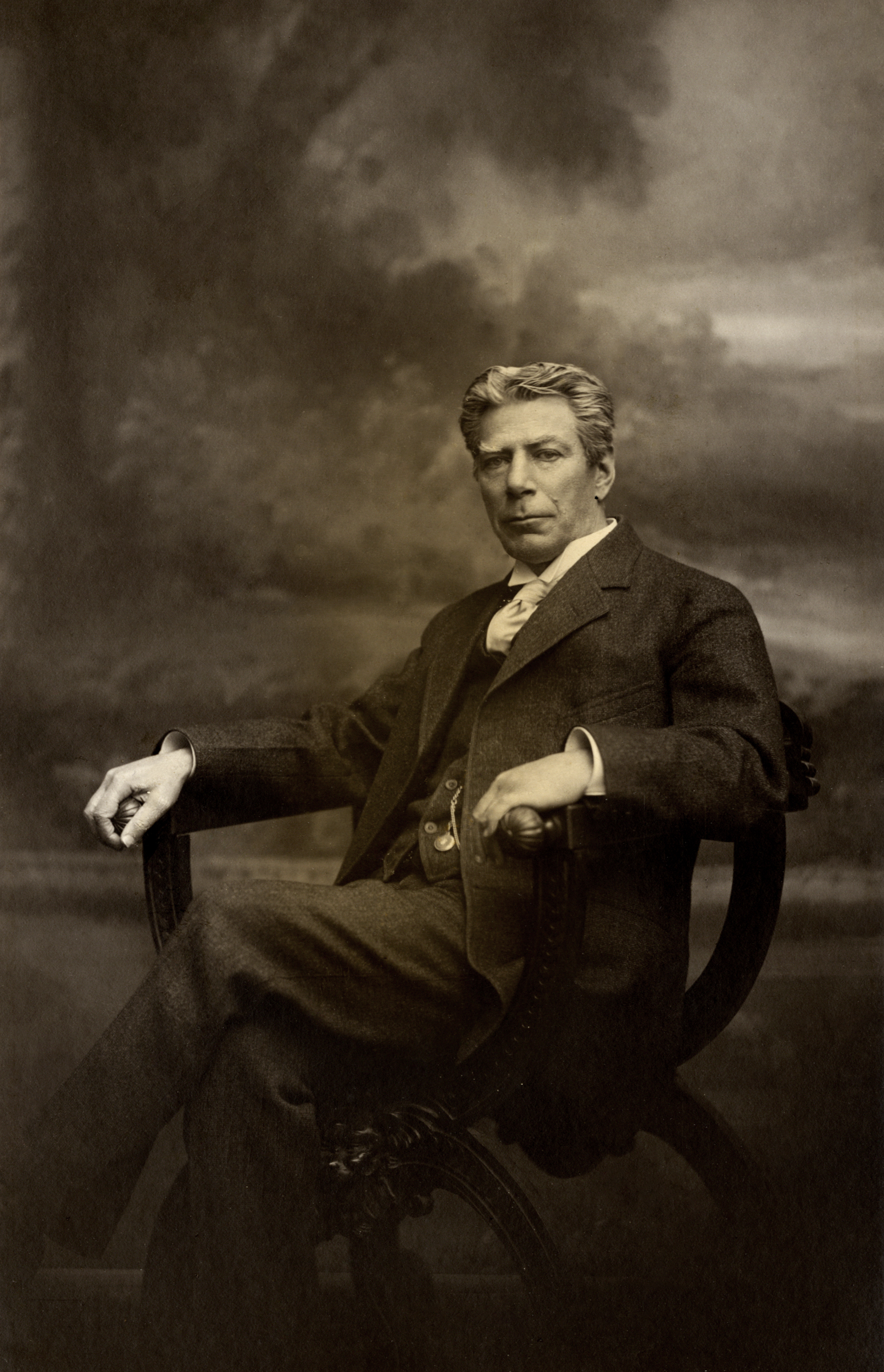
David Lubin

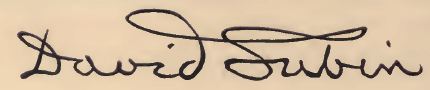
Unterschrift

Lubin entstammte einer jüdischen Familie, die 1853 nach erst nach England, und 1855 nach dem Tod des Vaters in die Vereinigten Staaten auswanderte. Nach dem Grundschulbesuch in New York arbeitete er in Attleboro, Massachusetts, vier Jahre im Goldschmiede- und Juwelierbetrieb seines älteren Bruders Simon. 1865 folgte er seiner bereits verheirateten Schwester Jeanette nach San Francisco, wo er einige Monate als Juwelier arbeitete, dann aber zu einem Bauholzunternehmen nach Los Angeles ging. Von 1868 bis 1871 suchte er in Arizona erfolglos nach Gold. Auf dem Rückweg nach New York verlor er beim Großen Brand von Chicago bis auf seine Kleidung und eine Violine alles. Er arbeitete dann als Vertreter für eine Lampenfabrik.
Nach einer ersten Reise nach Europa zog David Lubin 1874 mit seinem Halbbruder Harris Weinstock wieder zu seiner mittlerweile verwitweten Schwester Jeanette nach Kalifornien. Dort arbeiteten sie zunächst einige Monate in einem Bekleidungsgeschäft und gründeten dann in Sacramento einen Versandhandel, der sich binnen zehn Jahren zum größten Betrieb seiner Art an der amerikanischen Westküste entwickelte.
1885 begann Lubin bei Sacramento mit dem Anbau von Weizen und Streuobst. Wegen der regionalen Überproduktion und des entsprechenden Preisverfalls befasste er sich intensiv mit modernen Anbau- und Vertriebsmethoden. Er war Mitbegründer California Fruit Growers’ Union, die sich für die Existenzsicherung der Landwirte einsetzte. Darüber hinaus half er in Kalifornien zahlreichen osteuropäischen Juden beim Aufbau einer landwirtschaftlichen Existenz. 1891 wurde er Leiter der International Society for the Colonization of Russian Jews. Schließlich setzte er sich für den Schutz und die Unterstützung der Landwirte auf internationaler Ebene ein. Für einen angestrebten internationalen Landwirtschaftskongress erstellte er Statistiken und Studien. Mit seinem Sohn Simon entwickelte er Vorschläge für den Aufbau einer internationalen Landwirtschaftskammer.
1896 setzten ihm wirtschaftliche Schwierigkeiten so zu, dass er vorübergehend mit seiner Familie nach Europa ging. In Budapest nahm er an einem internationalen Landwirtschaftskongress teil, auf dem er sein Projekt einer internationalen Landwirtschaftsorganisation vorstellte. Ende des Jahres ließ Lubin sich in Philadelphia nieder, eröffnete kurz darauf jedoch eine Niederlassung der Weinstock Lubin & Co in Sacramento.
Im August 1904 trat Lubin eine weitere Europa-Reise an, um den dortigen Regierungen seine Vorstellungen über eine internationale Landwirtschaftsorganisation vorzutragen. Am 23. Oktober 1904 erhielt er beim König von Italien, Viktor Emanuel III., eine Audienz in dessen Jagdsitz in San Rossore bei Pisa. Der König sicherte seine Unterstützung zu und leitete am 24. Januar 1905 den Vorschlag an seinen Premierminister weiter. Lubin und einige italienische Freunde bereiteten mit der italienischen Regierung eine internationale Konferenz vor, die am 28. Mai 1905 eröffnet wurde und auf der am 7. Juni 1905 die Vertreter von 40 Staaten ein Abkommen zur Gründung des Internationalen Landwirtschaftsinstituts unterzeichneten. Es sollte die landwirtschaftlichen Entwicklungen in den verschiedenen Staaten der Welt untersuchen und die Ergebnisse periodisch veröffentlichen. Lubins weitergehende Vorstellungen von einer Organisation, die konkrete Beiträge zum Schutz der Landwirte gegen Kartelle und andere Formen der Ausbeutung leisten sollte, konnten nicht realisiert werden. Die Verbreitung von sensiblen Informationen wirkte jedoch in Lubins Sinne. 1906 wurde David Lubin offiziell Vertreter der Vereinigten Staaten beim Internationalen Landwirtschaftsinstitut. Das Generalsekretariat des Instituts nahm seinen Betrieb im Jahr 1908 auf. Im Ersten Weltkrieg setzte das Institut seine Arbeit fort, zum Teil auch unter Beteiligung gegeneinander kriegführender Staaten. David Lubin starb am 1. Januar 1919 in Rom an der Spanischen Grippe.
Nach dem Zweiten Weltkrieg übernahm die Ernährungs- und Landwirtschaftsorganisation der Vereinten Nationen (FAO) in Rom die Aufgaben (und den Großteil des Materials) des kriegsbedingt aufgelösten Internationalen Landwirtschaftsinstituts. Die FAO benannte ihre Bibliothek nach David Lubin. Zu den Beständen der David Lubin Memorial Library gehören das Archiv Lubins sowie die Bibliothek des Landwirtschaftsinstituts. In der römischen Parkanlage Villa Borghese liegt die nach David Lubin benannte Villa Lubin, einst Sitz des Landwirtschaftsinstituts, sowie die vor dem Gebäude verlaufende Straße Via David Lubin. In Sacramento, Kalifornien, trägt eine Grundschule seinen Namen. Teile seines Nachlasses sind im Judah L. Magnes Museum in Berkeley ausgestellt.
David Lubin war auch schriftstellerisch tätig. Zu seinen Werken gehört der Roman Let There be Light.